# Hugo Santilli
Hugo César Santilli (17 settembre 1939) è un dirigente sportivo argentino.

## Biografia
Laureato in economia, fu dirigente di varie aziende e anche di una impresa di costruzioni. Entrato nella dirigenza nel 1974, arrivò alla presidenza del River Plate nel 1984, succedendo a Rafael Aragón Cabrera. Durante il periodo in cui fu in carica risanò la situazione finanziaria del club, ereditata dalle precedenti gestioni in condizioni critiche; adottando una politica economica particolarmente mirata a recuperare le finanze perdute. Nel 1986 la squadra vinse Coppa Libertadores e Coppa Intercontinentale, entrambi trofei internazionali che mancavano nella bacheca della società. Il 9 dicembre 1989 venne rimpiazzato da Alfredo Davicce, che superò nelle elezioni Di Carlo, uomo di fiducia di Santilli.